# 钦切
钦切，是匈牙利包尔绍德-奥包乌伊-曾普伦州所辖的一个村。总面积11.34平方公里，总人口562，人口密度49.6人/平方公里（2011年1月1日）。